# Alfred-Désiré Lanson
Alfred-Désiré Lanson est un sculpteur et médailleur français, né le 11 mars 1851 à Orléans (Loiret) et mort le 3 avril 1898 à Paris (11e arrondissement).

## Biographie
Alfred-Désiré Lanson naît le 11 mars 1851 à Orléans (Loiret), où son père est potier.
Admis à l’École nationale supérieure des beaux-arts de Paris, il y est l’élève de Pierre Louis Rouillard, de François Jouffroy et d’Aimé Millet.
Il débute au Salon de 1870 à Paris avec un buste et un médaillon en plâtre. En 1875, il obtient une médaille de troisième classe pour sa statue en plâtre de Diane.
En 1876, il obtient le premier grand prix de Rome pour Jason enlevant la Toison d’or et devient pensionnaire de la villa Médicis à Rome jusqu’en 1880. De retour à Paris, après une médaille de première classe au Salon de 1880, il obtient un grand prix à l’Exposition universelle de 1889.
Il est nommé chevalier de la Légion d’honneur en juillet 1882 puis promu officier en mai 1895.
Il expose pour la dernière fois au Salon des artistes français de 1897.
Alfred-Désiré Lanson meurt à Paris le 3 avril 1898.

## Œuvres dans les collections publiques
Aux États-Unis
- New York, musée d'art Dahesh : Jason enlève la toison d’or, bronze, fonte Susse.
- Washington, Hirshhorn Museum and Sculpture Garden : Docteur Benjamin Anger, 1887, médaillon en bronze.

En France
- Caen, musée des beaux-arts : Madame de Caen, 1884, statue[note 1].
- Chantilly, musée Condé : Jean Bullant, 1883, buste[2].
- Cholet, musée d'art et d'histoire : Groupe d’animaux, groupe en plâtre.
- Commentry, mairie : L’Âge de fer, 1882, groupe en marbre[note 2].
- Jargeau, place du Martroi : Monument à Jeanne d’Arc, 1895.
- Limoges, musée Adrien-Dubouché : La Géographie, 1890, buste en pierre[3].
- Maincy : Fontaine du château de Vaux-le-Vicomte, 1880, groupe en marbre[4].
- Orléans :
  - hôtel de ville : Jason enlève la toison d’or, bronze, fonte Barbedienne.
  - musée des beaux-arts :
    - Eudoxe Marcille, 1880, buste ;
    - L'Aragonaise, buste en terre cuite patinée.
- Paris :
  - Comédie-Française : Le Génie de la Renaissance, bas-relief.
  - cour de cassation, galerie des bustes : Robert-Joseph Pothier, 1877, buste.
  - École nationale supérieure des beaux-arts :
    - Jason enlève la toison d’or, 1876, plâtre, prix de Rome de sculpture[5] ;
    - Le Comte Delaborde, 1882, buste.

  - hôtel de ville, façade : Legendre, statue en pierre.
  - jardin du Carrousel : Judith, 1886, groupe en marbre.
  - Sorbonne, grand amphithéâtre : Richelieu, statue en pierre.
- Reims, musée des beaux-arts : La Résurrection du Christ, 1879, haut-relief en plâtre.
- Roubaix, École supérieure des arts appliqués et du textile, fronton : Les Arts, bas-relief.

- Localisation inconnue : Paul Véronge de la Nux, 1883, médaillon[note 3].

## Salons
- 1879 : La Résurrection du Christ, médaille de deuxième classe.
- 1882 : L’Âge de fer, groupe en marbre.
- 1884 : Le Sphinx, groupe en plâtre.
- 1886 : Judith, groupe en marbre.
- 1892 : Salammbô, statuette en bronze[note 4].
- 1897 : Léda et le Cygne, groupe en marbre.

Œuvres d'Alfred Lanson
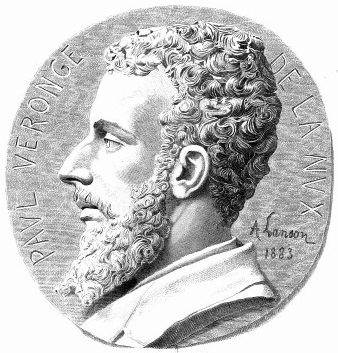
Paul Véronge de la Nux (1883), gravure d'après le médaillon de Lanson.
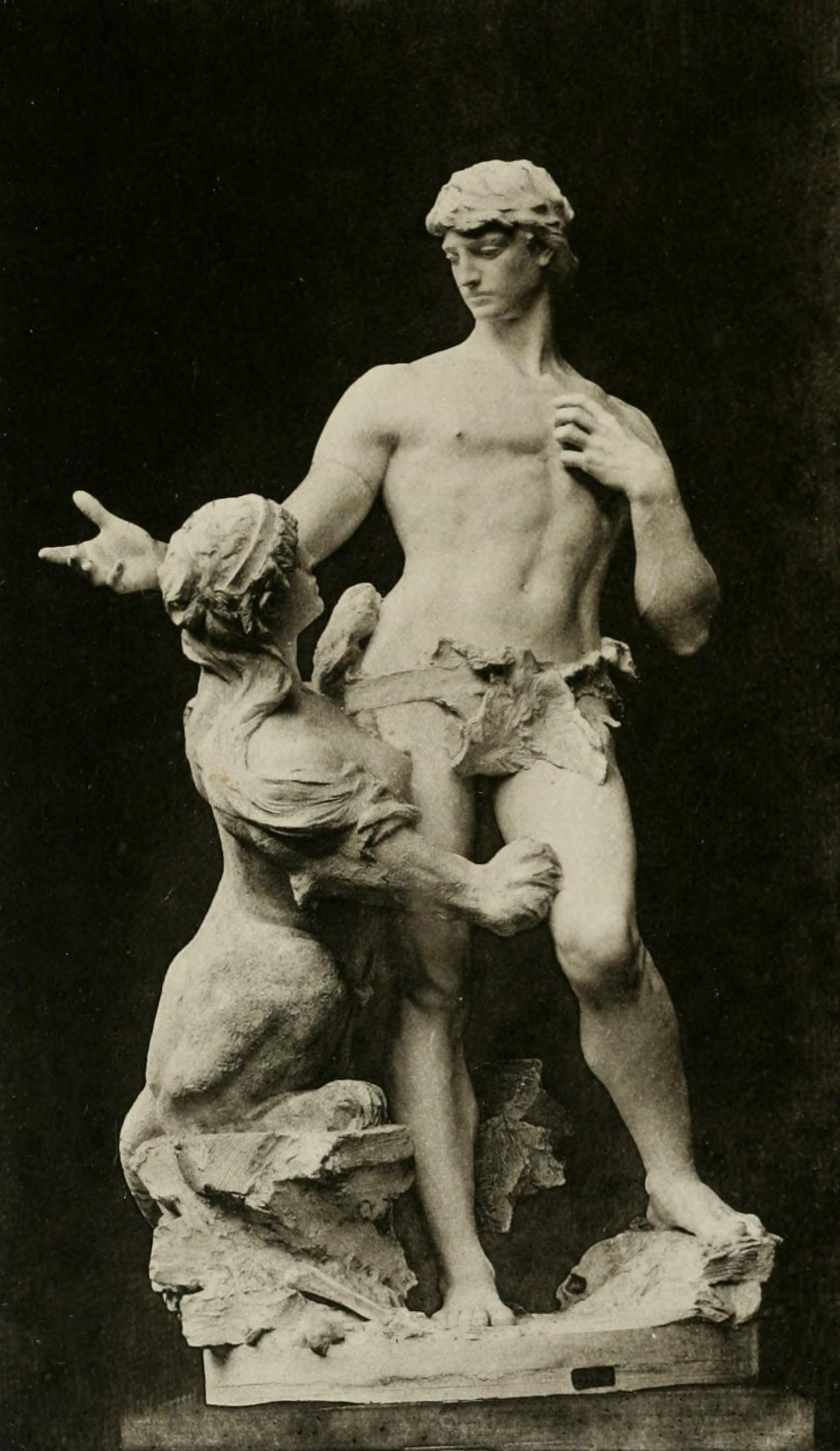
Le Sphinx (Salon de 1884)
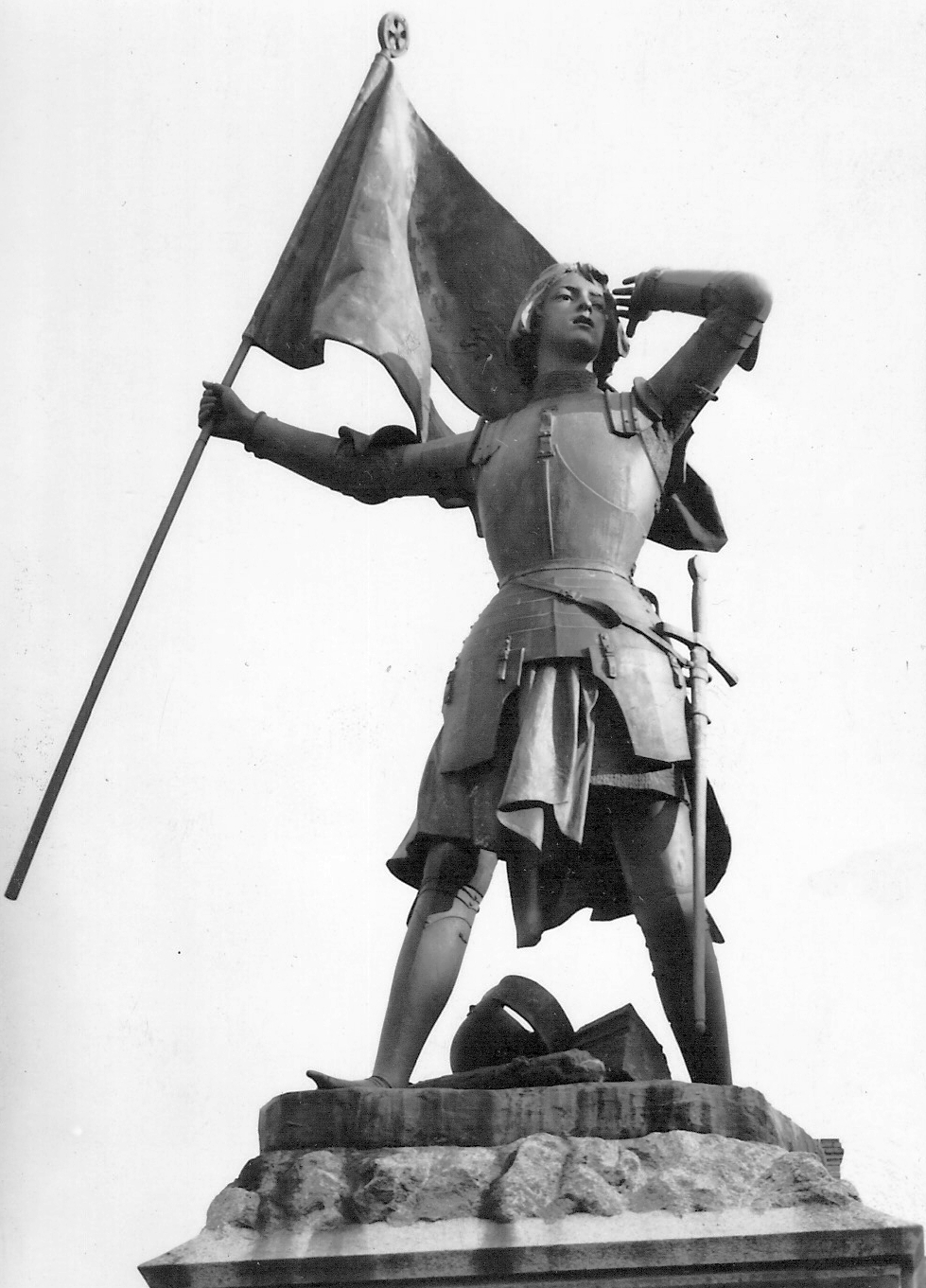
Monument à Jeanne d'Arc (1895, détail), Jargeau, place du Martroi.
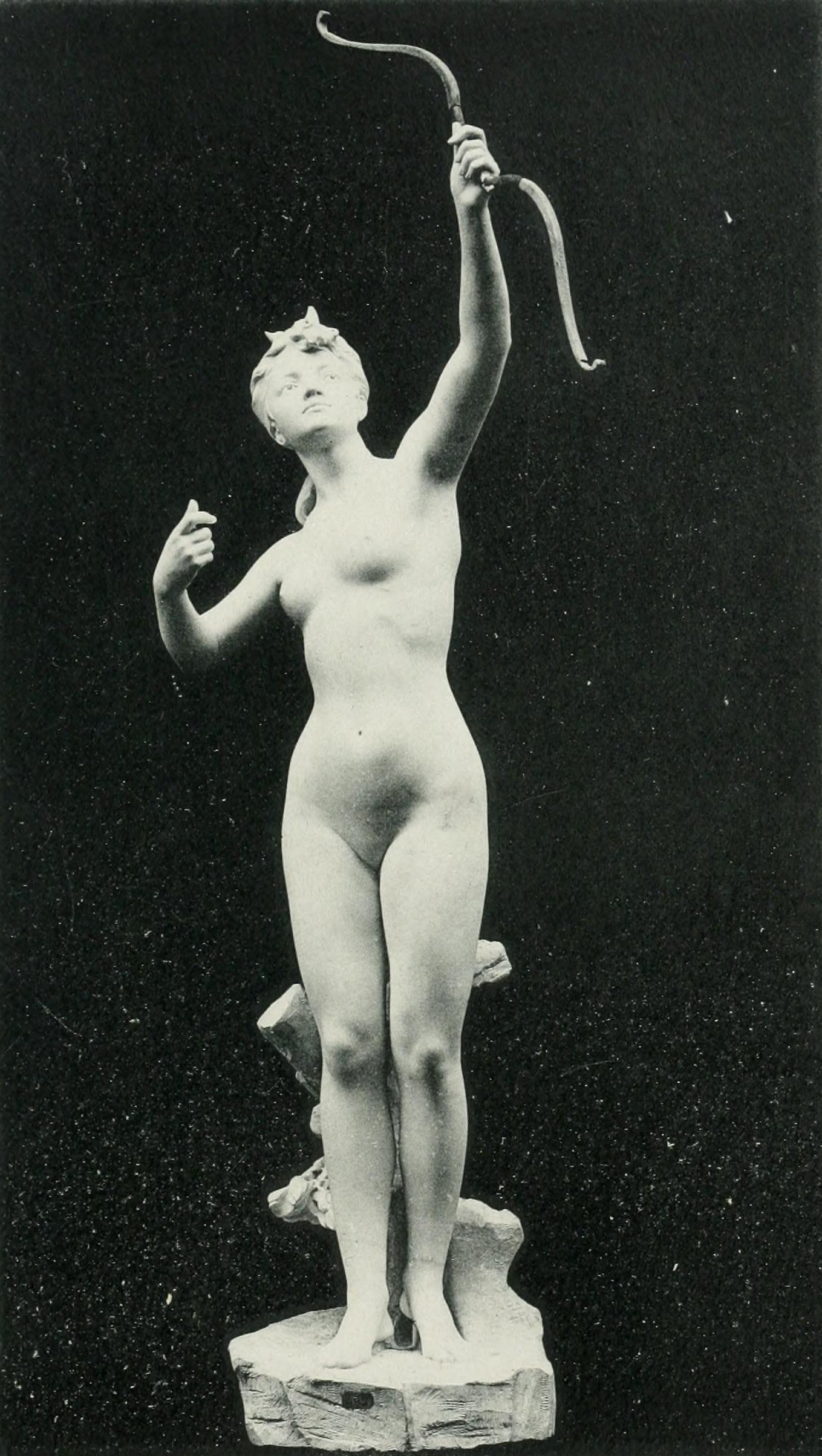
Diane tirant de l'arc (Exposition internationale de Bruxelles de 1897).
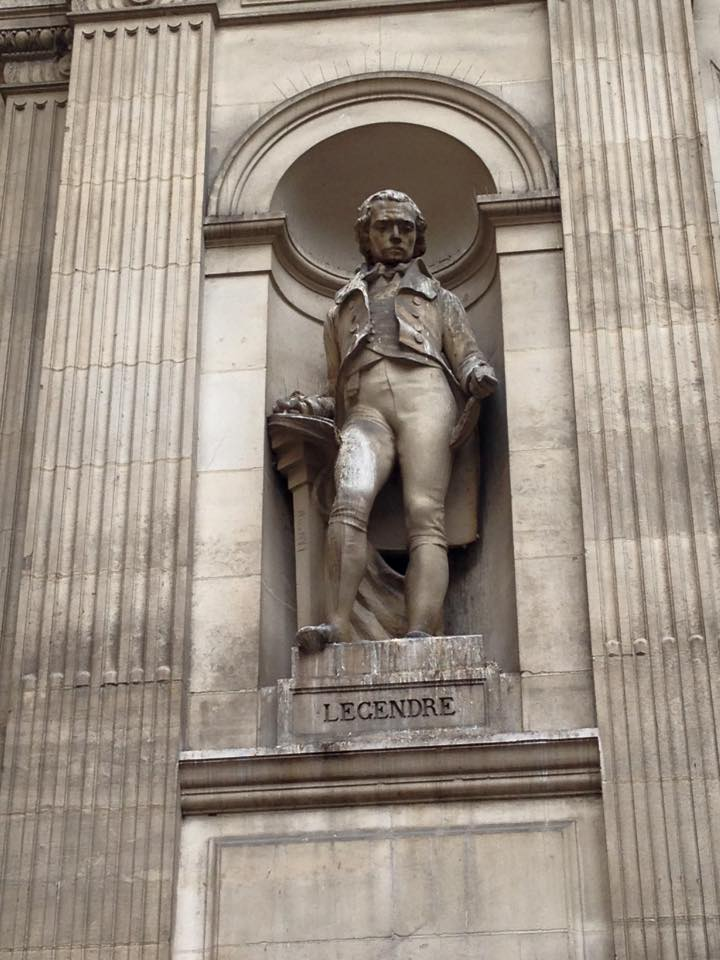
Legendre, Paris, hôtel de ville
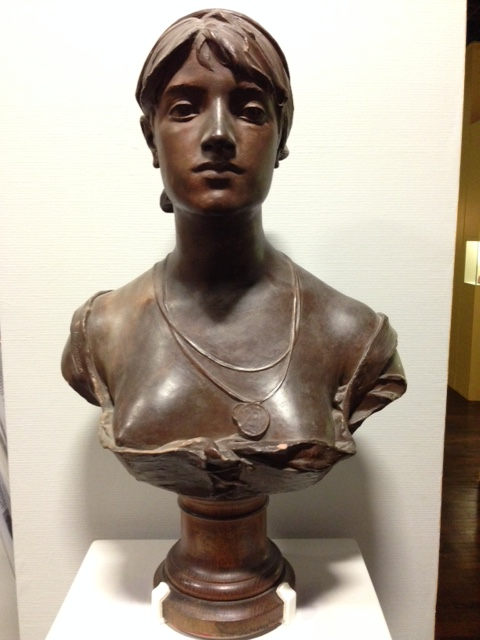
L'Aragonaise, musée des beaux-arts d'Orléans.